# Costa apuana
La costa apuana, nota anche come riviera apuana, è costituita dal litorale e dall'immediato retroterra pianeggiante compreso tra i fiumi Magra e Versilia, chiusa a est dai massicci delle Alpi Apuane. Si estende tra l'estremità sud-orientale della Liguria, dove il promontorio di Capo Corvo la separa geograficamente dalla riviera ligure, e la provincia di Massa e Carrara nella Toscana nord-occidentale; il litorale è bagnato dal mar Ligure, mare che nel suo complesso si estende dalla costa della Liguria fino al promontorio di Piombino.

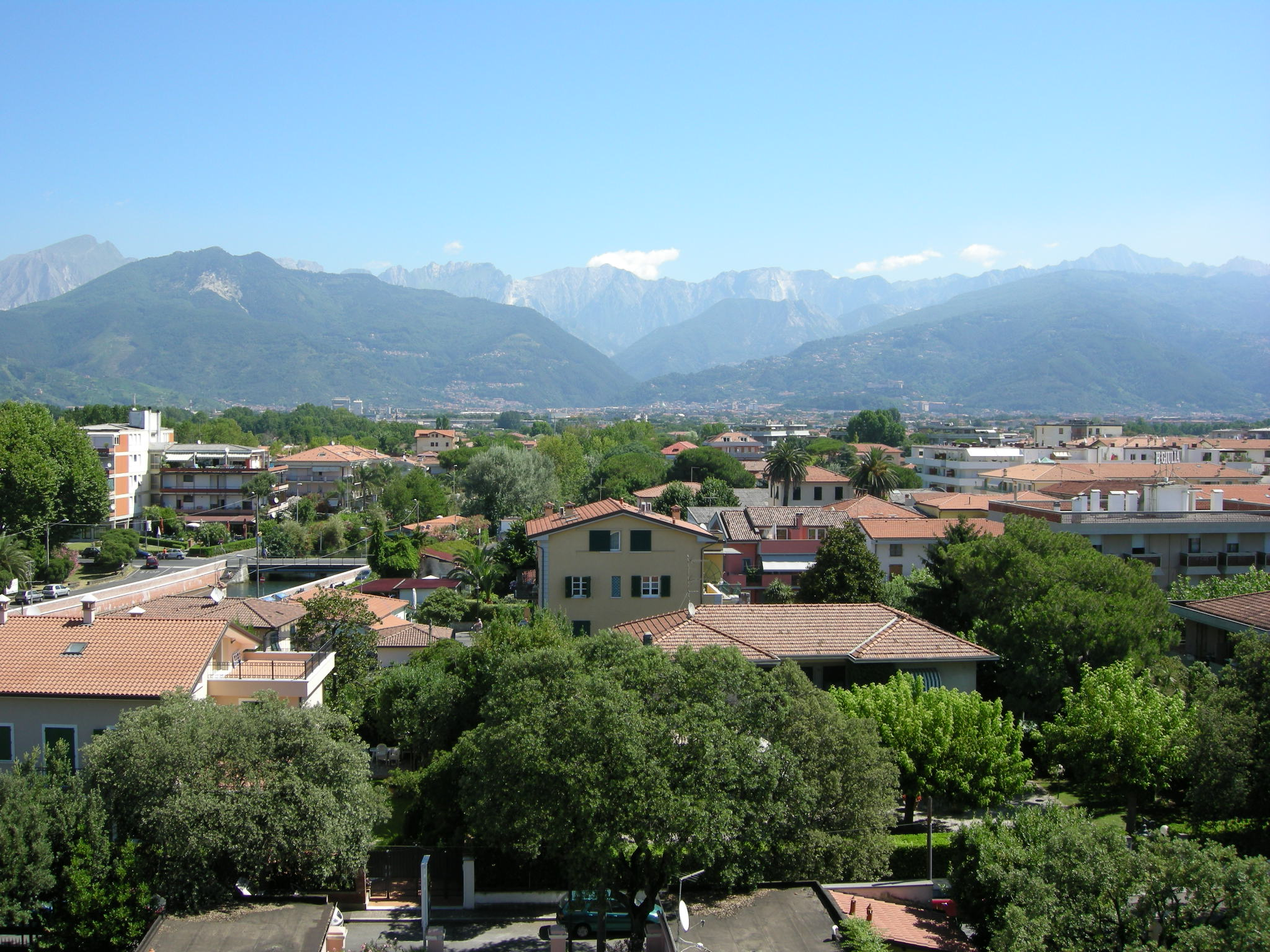
Vista con le Alpi Apuane sullo sfondo

## Geografia
La riviera apuana si estende tra l'estremità sud-orientale della provincia della Spezia, in Liguria, e la parte nord-occidentale della Toscana, dove include quasi interamente il tratto costiero della provincia di Massa e Carrara, inoltrandosi a sud, al confine con la Versilia, senza alcuna soluzione di continuità con il limite geografico collocato alla foce del fiume Versilia tra la località Cinquale (in Versilia ma per motivi amministrativi inclusa nell'Apuania nel periodo fascista) e la località Vittoria Apuana che, nonostante il toponimo, rimase nella costa versiliese.
I comuni compresi sono quelli di:
- Ameglia (località Bocca di Magra e Fiumaretta);
- Sarzana (Marinella di Sarzana);
- Carrara (Fossa Maestra e Marina di Carrara);
- Massa (Calatella, Partaccia, Ricortola, Bondano, Marina di Massa, Ronchi, Poveromo);
- Montignoso (Cinquale).

## Litorale
Il litorale della costa apuana si presenta basso e sabbioso, interrotto soltanto qua e là da foci di corsi d'acqua minori.
Lungo questo tratto costiero vi sorge il porto di Carrara.
Le principali località balneari sono Marinella di Sarzana, Fiumaretta di Ameglia, Marina di Carrara e Marina di Massa.
Il turismo balneare è la componente fondamentale della stagione estiva, ma non mancano nei dintorni attrattive di tipo culturale, quali l'area archeologica di Luni e i centri storici di Sarzana, Carrara e Massa.